# Sustancia (Aristóteles)

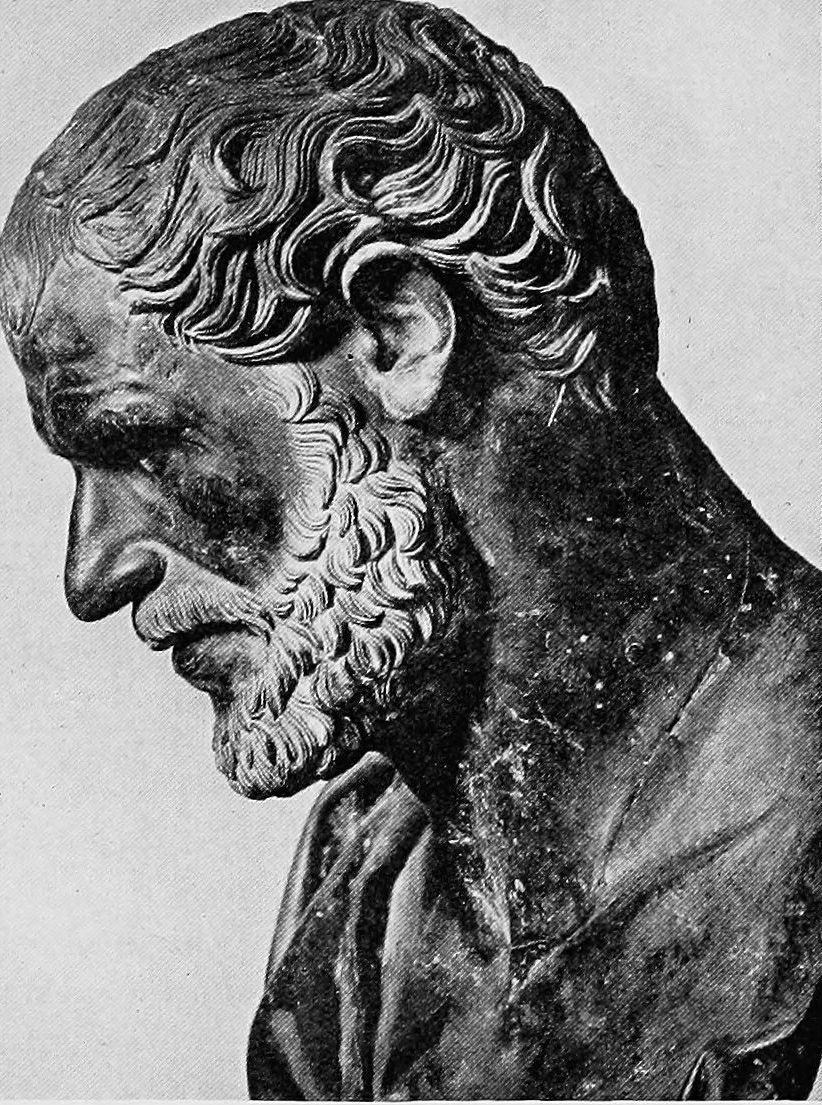
Posible busto herculaneo de Aristóteles.

La sustancia o entidad (del griego: oὐσία, ousía) es un término filosófico usado por Aristóteles. El término griego ousía se tradujo al latín como essentia o substantia y, por lo tanto, al español como esencia, entidad, sustancia o substancia. Según la teoría de las formas de Platón, la sustancia sería la forma idonea de una cosa. Aristóteles criticó la teoría de Platón señalando que «separó la sustancia de aquello que es su sustancia», transformando así lo general (los conceptos) en una sustancia aparte y creando un mundo ideal. En la Metafísica, Aristóteles distinguió cuatro sentidos de la sustancia: esencia (ousía), universal (kathólou), género (génos) y sujeto (hypokeímenon).
Aristóteles definió protai ousiai (πρῶται οὐσίαι), «sustancia primaria», en las Categorías como sujeto (hypokéimenon) básico (hypó) bien definido (horistón) de predicación, es decir, aquel del que se predica algo y que a su vez no se predica de nada. Por ejemplo, «este humano» en particular , o «este buey». Los géneros en biología y otros tipos naturales son sustancias en un sentido secundario o deutera ousía (δευτέρα οὺσία), «sustancia segunda», como universales a los que pertenecen los individuos y que pueden predicarse de estos cualidades esenciales de las sustancias primarias.

## En filosofía aristotélica
En el Libro IV de la Metafísica, Aristóteles explora la naturaleza y los atributos del ser. Aristóteles divide las cosas que hay, o «seres», en categorías. Aristóteles llama a estos sustancias o entidades (del griego oὐσία ousía) y argumenta que hay muchos sentidos en los que se puede decir que una cosa «es», pero está relacionada con un punto central. En el Libro V, dice que «la palabra sustancia tiene dos acepciones: o designa el último sujeto, el que no es atributo de ningún ser, o el ser determinado, pero independiente del sujeto, es decir, la forma y la figura de cada ser».
En el libro VII, Aristóteles dice que la sustancia tiene por lo menos cuatro sentidos principales: esencia (ousía), universal (kathólou), género (génos) y sujeto (hypokeímenon). Además, la sustancia en la metafísica aristotélica se divide en tres clases: la «sensible y perecedera» (cuatro elementos), la «sensible y eterna» (éter) y la «inmóvil» (dios). Aristóteles repasa todas las acepciones del término, empezando por la sustancia material (entendida como cuerpo material) hasta llegar a las sustancias separadas (el cielo, los astros y el primer motor inmóvil), es decir, sustancias eternas. Según Aristóteles, lo universal ni el género eran sustancias, porque «si el ser es la clase integral a la que pertenece todo [...] tendría que dividirse con respecto a algo fuera de sí mismo», pero como esto es imposible «el ser debe venir ya dividido». Estas son las categorías. Los seres matemáticos no son tampoco sustancias. Aristóteles define la esencia de un ser como tal ser en sí y sólo las sustancias tienen una esencia, siendo la forma sustancial, a lo que un objeto es esencialmente, una esencia.

### Ousía
Aristóteles, en su tratado lógico Categorías (2a11-19) caracteriza la sustancia (ousía) de la siguiente manera:

La substancia, en el sentido más propio, primario y profundo de la palabra es aquello que ni se predica de un sujeto, ni está presente en un sujeto, por ejemplo, un hombre o un caballo individual.

Otra tradición hermenéutica, que se apoya en la lectura del libro Z de la Metafísica, establece que oὐσία no es sustancia, sino «lo que es primero», en tres órdenes: lógico, del conocimiento, y del tiempo. En el orden lógico porque en el enunciado de cada cosa es requisito que esté presente el enunciado de la oὐσία; en el orden epistémico porque se cree conocer cada cosa solo cuando se sabe cuál es su oὐσία. En el orden del tiempo porque ningún predicado puede existir separado de la oὐσία. De esto se desprende que la oὐσία es aquello que antes, ahora y siempre se ha buscado, y que siempre será objeto de aporía o perplejidad. Las conclusiones del libro Z apuntan a comprender por oὐσία a la forma o causa formal, de manera que la pregunta verdadera no es la que corresponde a la sustancia «¿por qué X es X?», sino «¿por qué en X se da Y?». A partir de estas conclusiones de Aristóteles, oὐσία es la representación del en-sí de las realidades individuales sensibles, que hace que sean lo que realmente son. Como premisa, esta lectura tiene una especial interpretación en el psicoanálisis, que se expresará como el S1 de Jacques Lacan.

#### Sustancia primera
En el Libro IV de la Metafísica, Aristóteles escribe:

«Substancia se llaman los cuerpos simples, por ejemplo la Tierra, el Fuego, el Agua y todas las cosas semejantes, y, en general, los cuerpos y los compuestos de éstos, tanto animales como los demonios, y las partes de éstos. Y todas estas cosas se llaman substancias porque no se predican de un sujeto, sino que las demás cosas se predican de éstas. Y, en otro sentido, se llama substancia lo que sea causa inmanente del ser en todas aquellas cosas que no se predican de un sujeto; por ejemplo, el alma para el animal.

Además, cuantas partes inmanentes hay en tales cosas, limitándolas y significando algo determinado, destruidas las cuales se destruye el todo, como destruida la superficie se destruye el cuerpo, según dicen algunos, y se destruye la superficie destruida la línea. Y, en general, el Número parece a algunos ser tal (pues dicen que, destruido él, no hay nada, y que determina todas las cosas). Además, la esencia, cuyo enunciado es una definición, también se llama substancia de cada cosa. Así, pues, resulta que la substancia se dice en dos sentidos: el sujeto último, que ya no se predica de otro, y lo que, siendo algo determinado, es también separable. Y es tal la forma y la especie de cada cosa.»
Metafísica, libro V, 8, 1017b. (Gredos, Madrid 1970, Vol I, p. 247-248).

Aristóteles afirma que hay sustancias primeras y segundas. En las Categorías, Aristóteles argumenta que las sustancias primarias tienen una base ontológica y si las sustancias primarias no existieran, sería imposible que existieran sustancias secundarias. Por lo tanto, las sustancias secundarias son ontológicamente dependientes de las sustancias.
La definición más clara de la sustancia es como proté ousía (πρώτη oὐσία) o sustancia primera. La sustancia primera es «Lo que no es afirmado de un sujeto ni se halla en un sujeto, como el hombre y el caballo individuales.» Su única designación sería el señalamiento mediante el dedo índice o mediante un nombre propio. Porque lo primero es el ser individual del cual se predica algo. Todo lo demás es todo lo que se puede decir de él. La sustancia primera es la esencia por excelencia, oὐσία κατʼ ἐξοχήν. Las sustancias primeras no pueden ser más que sujeto. Si no fuera así podríamos afirmar de una cosa lo que es otra cosa. El sujeto es el sujeto que existe por sí mismo. Aristóteles considera que la sustancia primera es el modo más propio para hablar de ser, como ser que existe en el mundo; por ello no puede ser predicado de ninguna otra cosa, sino que es siempre sujeto. La sustancia es un ser propio y definitorio de una cosa dotada de existencia propia. Sin embargo, la teoría de la sustancia como sujeto de la predicación tiene lugar en el libro las Categorías.
En las Categorías, Aristóteles sostiene que la proté ousía es el individuo (sýnolon), mientras que en la Metafísica dice que es la forma (eîdos).

#### Sustancia segunda
Todos los demás predicados lo son (del verbo ser atributivo) por analogía con respecto a la sustancia primera; pero los que se refieren a la especie y los géneros Aristóteles los considera como deutera ousía (δευτέρα οὺσία) o sustancias segundas. Todos estos predicados no podrían existir si no existieran las sustancias primeras. Aristóteles distingue la sustancia primera, aquella que no se predica de un sujeto, ni está en un sujeto, de la sustancia segunda, aquella que se predica de la substancia primera, tal como la especie o el género.
En el Libro IV de la Metafísica, Aristóteles afirma que todo lo que es saludable está relacionado con la salud (sustancia primaria) como en un sentido porque preserva la salud y en el otro porque es capaz de hacerlo. Sin la sustancia primaria (salud) no podríamos tener las sustancias secundarias (nada relacionado con la salud). Si bien todas las sustancias secundarias se consideran «ser», está en relación con la sustancia primaria.
Así Sócrates como hombre individual es una sustancia primera, y hombre es su especie, o sea que es una sustancia segunda. Del hombre individual podemos decir que es hombre, por lo que ese término que significa hombre se predica de su ser, y podemos decir que es individual, predicando entonces como cualidad dentro de aquel su individualidad. Pero el individuo en sí, la persona específica y particular, el ser o ente determinado sobre el que recaen esas cualidades, el sujeto, es un elemento que no puede ser predicado sobre ninguna otra cosa, que no se puede constituir como cualidad dentro de ningún otro sujeto. Aristóteles aplicará el hilemorfismo a su concepto del hombre, que es entendido como un compuesto único formado por un alma como forma de un cuerpo, siendo su particularidad del alma humana su razón. Por ello la definición del hombre es «animal racional», siguiendo el modelo de definición que ha pasado a la historia durante siglos como modelo de definición lógica y clasificación de los seres: género más diferencia específica.
Porqué Aristóteles sigue llamando sustancias a los géneros y las especies, no cabe más que pensar que son predicados que afectan a la esencia de la sustancia, por lo que parece que cuanto más cercanos al individuo más cerca están de ser. La especie más ser que el género y el género más próximo, mas ser que el remoto. Lo que muestra que Aristóteles no está tan lejos de la dialéctica platónica. Estos predicados y sus propiedades correspondientes, según Aristóteles, no cambian mientras la sustancia primera permanezca en su ser-en-el-tiempo, es decir a lo largo de los cambios que padezca a lo largo de su existencia en el mundo.

##### Los accidentes
Frente a los predicados de sustancias segundas, los accidentes están en el sujeto de forma circunstancial sin ser uno de los caracteres distintivos de su esencia. Están pero pueden no estar. Según la clasificación de los predicados por Aristóteles: sustancia y accidentes. Siendo la categoría de sustancia considerado como sustancia segunda y los accidentes: cantidad, relación, modo, hábito, situs, por lo que se considera a la substancia como un modo de ser (otros modos de ser, según Aristóteles, son los accidentes, la generación, la corrupción, la esencia, etc.) 
En el concepto de hombre es necesario que sea racional y viva en sociedad (forma sustancial), mientras que tenga pelo rubio, castaño o moreno no (forma accidental). Un cambio sustancial es en el que cambia la sustancia y solo puede ser generación o corrupción. Los cambios accidentales son aquellos en los que el ente no deja de ser el ente, y debe haber tres movimientos, el de la cualidad, el de la cantidad y aquel que es según el lugar.

### Hypokeímenon
Aristóteles dice que todo lo que no es en el sentido de ousía, todo aquello cuyo ser no es la ousía, es «en un sujeto» (del griego: ύποχείμενον, hypokeímenon). Este sujeto es siempre concreto y singular y, en cuanto que es lo subyacente, es donde se da la predicación. Por ello, aunque no pueda predicarse de nada, es condición de toda predicación y se vincula con la primera de las categorías o ousía. Desde el análisis de la física, a veces Aristóteles dice de lo hypokeimenon que es οὺσία, y a veces afirma lo contrario. El sujeto es como lo que está debajo, como supuesto, y sobre lo cual se «arroja» el predicado. Aristóteles planteó en la Física la sustancia para resolver el problema del cambio como un soporte que garantice la continuidad de los atributos de dos entidades contrarias.

Pero que también las sustancias, y todos los demás entes simples, llegan a ser de un sustrato, resulta evidente si se lo examina con atención [...] Resulta claro entonces de cuanto se ha dicho que todo lo que llega a ser es siempre compuesto, y que no sólo hay algo que llega a ser, sino algo que llega a ser «esto», y lo último en dos sentidos: o es el substrato o es lo opuesto. Entiendo por «opuesto», por ejemplo, el músico, y por «sujeto» el hombre; llamo también «opuesto» a la carencia de figura o de forma o de orden, mientras que llamo sujeto al bronce o a la piedra o al oro. Por lo tanto, si de las cosas que son por naturaleza hay causas y principios de los que primariamente son y han llegado a ser, y esto no por accidente, sino cada una lo que se dice que es según su sustancia, entonces es evidente que todo llega a ser desde un substrato y una forma.
Física, libro I, 7, 190b. (Gredos, Madrid 1995, p. 113).

En la concepción del cambio, hypokeimenon es el tercer principio que media entre los contrarios. No obstante, en este análisis es ambiguo, ya que significa tanto el sujeto de la atribución o sujeto lógico, como el sujeto físico, materia.

Pero de «causas» se habla en cuatro sentidos: de ellas, una causa decimos que es la entidad, es decir, la esencia (pues el porqué se reduce, en último término a la definición, y el porqué primero es causa y principio); la segunda la materia, es decir, el sujeto (ὐποχείμενον); la tercera, de donde proviene el inicio del movimiento, y la cuarta, la causa opuesta a esta última, aquello para lo cual, es decir, el bien (este es, desde luego, el fin al que tienden la generación y el movimiento).
Metafísica, Libro I. 3, 983a 25-34, Gredos, Madrid 1994, p.79-80.

### Horismós
En la medida en que conocer un ente es poseer su concepto esencial en el modo universal de su ser. Tanto el concepto como el juicio se cumplen plenamente en la definición, ὁρισμός (horismós). Es por eso que nuestro recorrido ha de conducir a la dilucidación de la definición aristotélica del pensar que la hace posible. Las definiciones son uno de los elementos a partir de los cuales se construyen las demostraciones (apódeixis). Horismós no tiene aquí su sentido propio, a saber, el de locución no enunciativa, que no afirma ni niega. Horismós se utiliza precisamente en el sentido del enunciado (logos) que contiene la definición. Todo enunciado es divisible en partes que lo componen. La definición se divide en género (génos) con determinada(s) diferencia(s).

«Además, [se llama sustancia [ousía]] la esencia [tò ti ên eînai], cuyo decir/enunciado [lògos] es definición [horismòs], también ella se dice que es la sustancia de cada cosa [ousía hekàstou]. Sucede, por lo demás, que la sustancia se denomina tal en dos sentidos: de una parte, el sujeto último [tò hupokeímenon éschaton] que ya no se predica de otra cosa; de otra arte, lo que siendo cierto algo/algo determinado [tòde ti], es también capaz de separación/es separable [chòriston]. Y tal es la conformación [morphè], es decir, la forma específica [eîdos] de cada cosa».
Metafísica, Libro V. 8, 1017 b23-26

### Sýnolon
En el Libro VIIl, Aristóteles entiende sujeto como una sustancia sensible, y es entendido como la materia (ΰλη), o la forma (όλον), o el compuesto de la forma y de la materia (sýnolon). Esta unidad o compuesto correspondía a su idea de la sustancia hilemórfica.
Criticó al platonismo por hacer de los objetos matemáticos sustancias independientes de las sustancias sensibles, cuando no lo son.